# 韦利亚
韦利亚（希腊语：Ἐλέα，罗马化：Velia），古希腊时期稱为埃利亚，是意大利南部坎帕尼亚大区萨莱诺省奇伦托地区的古代城镇，由希腊人创建于公元前538–535年，是埃利亚学派哲学家巴门尼德和埃利亚的芝诺的故乡。韦利亚考古遗址，曾经位于一个海岬，现在位于内陆，中世纪更名为 Castellammare（意为“海上城堡”）。

## 历史
约在公元前540年，这座城市以Hyele (Ὑέλη)的名义，由来自福卡的希腊人首次建立。这些居民先前为摆脱由波斯战争带来的战乱而移民至科西嘉岛上的阿莱里亚,但随后又因阿拉利亚海战被伊特鲁里亚文明和迦太基赶出城外。因此，埃利亚同样属于古希腊殖民地的一部分。这座城池很快便发展成为当时著名的商业城市，并在公元前4世纪时以意大利联邦（Bundes der Italioten）的一分子参与了对抗大狄奥尼西奥斯的战争。在第一次布匿战争中，埃利亚扮演了罗马亲密友邦的角色，在第二次布匿战争中更是暂时性地升格至军事重镇。公元前89至公元前88年，埃利亚（Elea）易名为Velia，成立了自治政府，并获得了罗马公民权。在这座城市的沿海地区，诸如西塞罗和小加图这样富有影响力的罗马公民，都可以享受优越的住宿条件。
由于贸易重心的转移，加之港口的淤积，这座城市辉煌不再，并在公元9世纪左右遭到废弃。今天，该城市残存无几的废墟位于阿塞亚（Ascea）镇附近，成为了奇伦托国家公园（Cilento National Park）的一部分，联合国教科文组织将其列入了世界遗产。

## 钱币铸造
该城市自公元前500年左右开始铸造自己的钱币。早期的钱币通常是没有花纹图案的。后来的则正面显示着头戴阿提卡头盔的雅典娜女神，背面则通常是阿提卡样式的猫头鹰或是一头狮子。这些钱币首先只是银币，后来也逐渐（约在公元前350年到公元前300年）铸造了铜钱作为零钱。

## 考古公园
这座城市建筑群中最古老、同时保存最为完整的城市群，是当时（公元前4世纪）的码头南面的Porta Marina sud，前城的城墙以及其北部的Rosa Port，这些建筑都是由沙石建成的。在“南部地区”，一条长长的干道(Via di Porta Marina)笔直穿过城区，将西北部的希腊式建筑与东南侧的奥古斯都式建筑分割开来。越过这些建筑，街道继续向北伸展，连接了一处公元二世纪的浴池废墟，还有一处希腊化时代留下的喷泉。街边偏东矗立着阿斯克勒庇俄斯神殿，西边则是建有卫城的丘陵，它大概从公元前300年修建成功，内置剧场，但直到罗马时代才得以启用，除此之外，它在公元前3世纪和5世纪还得到了扩建。伫立其上，爱奥尼柱式雅典娜女神庙的地基清晰可见。除此之外，这里同样还拥有为数众多的中世纪建筑。

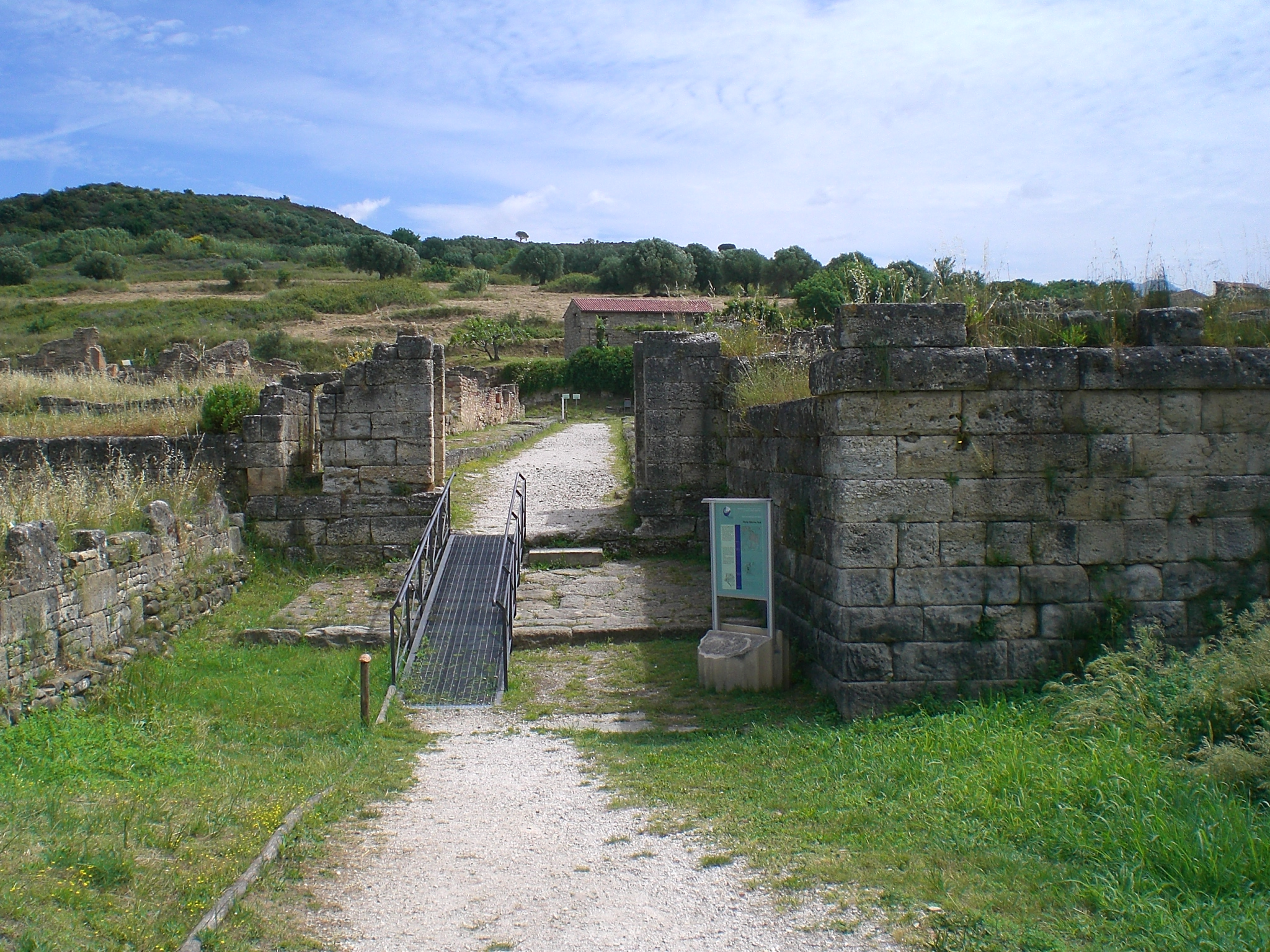
Porta Marina sud
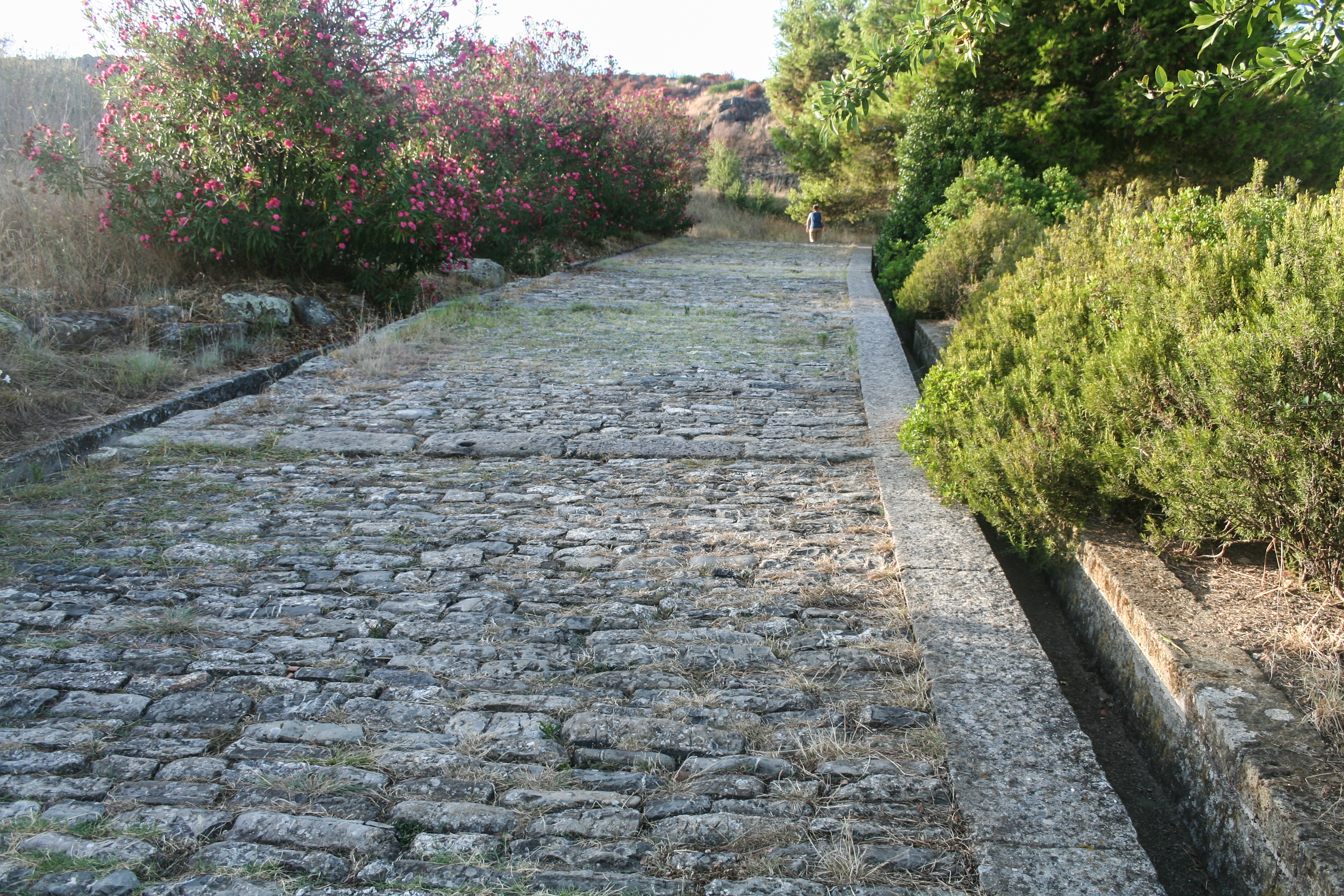
antike griechische Straße aus dem 4./3. Jahrhundert v. Chr.
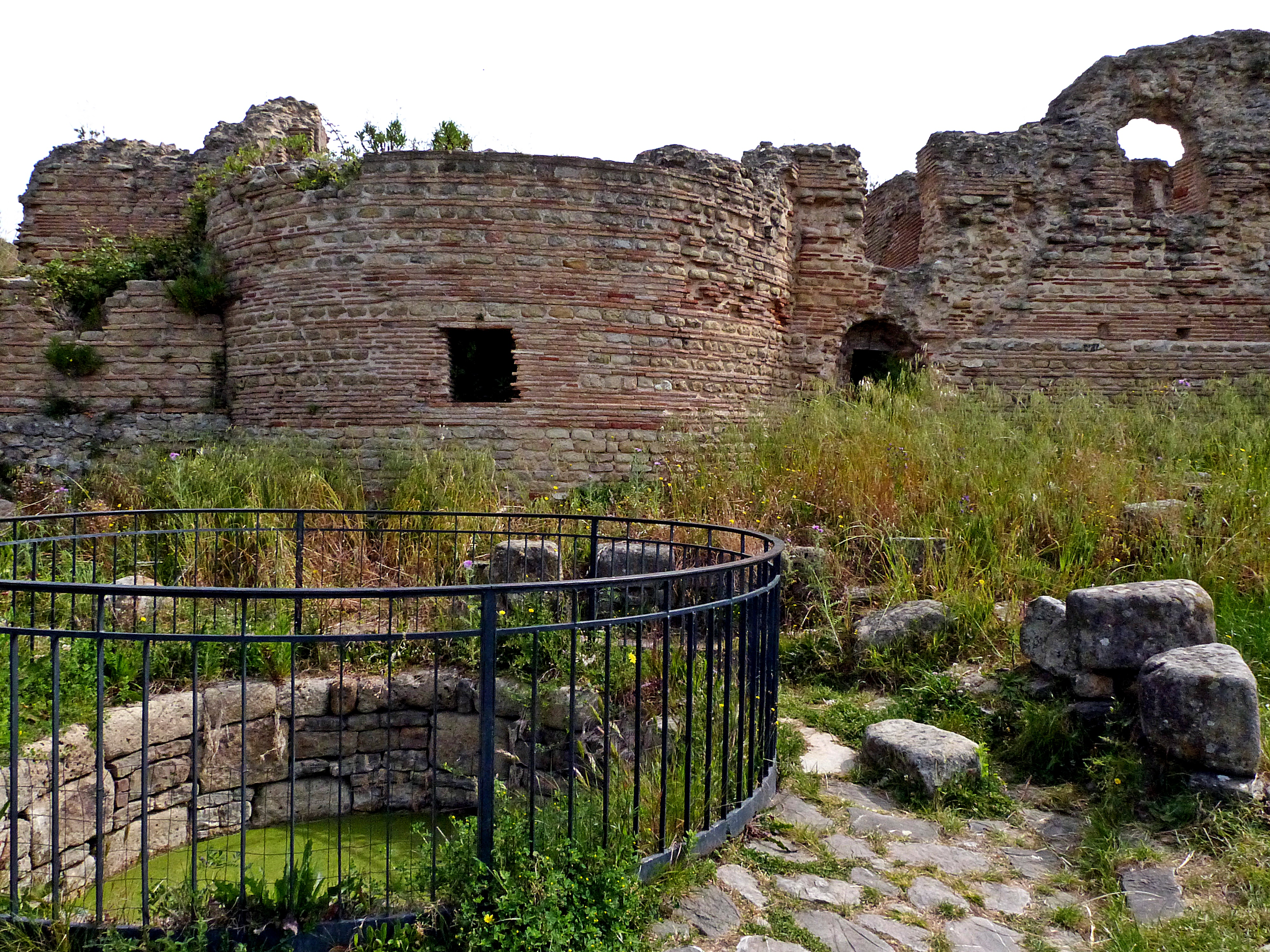
Heiliger Brunnen
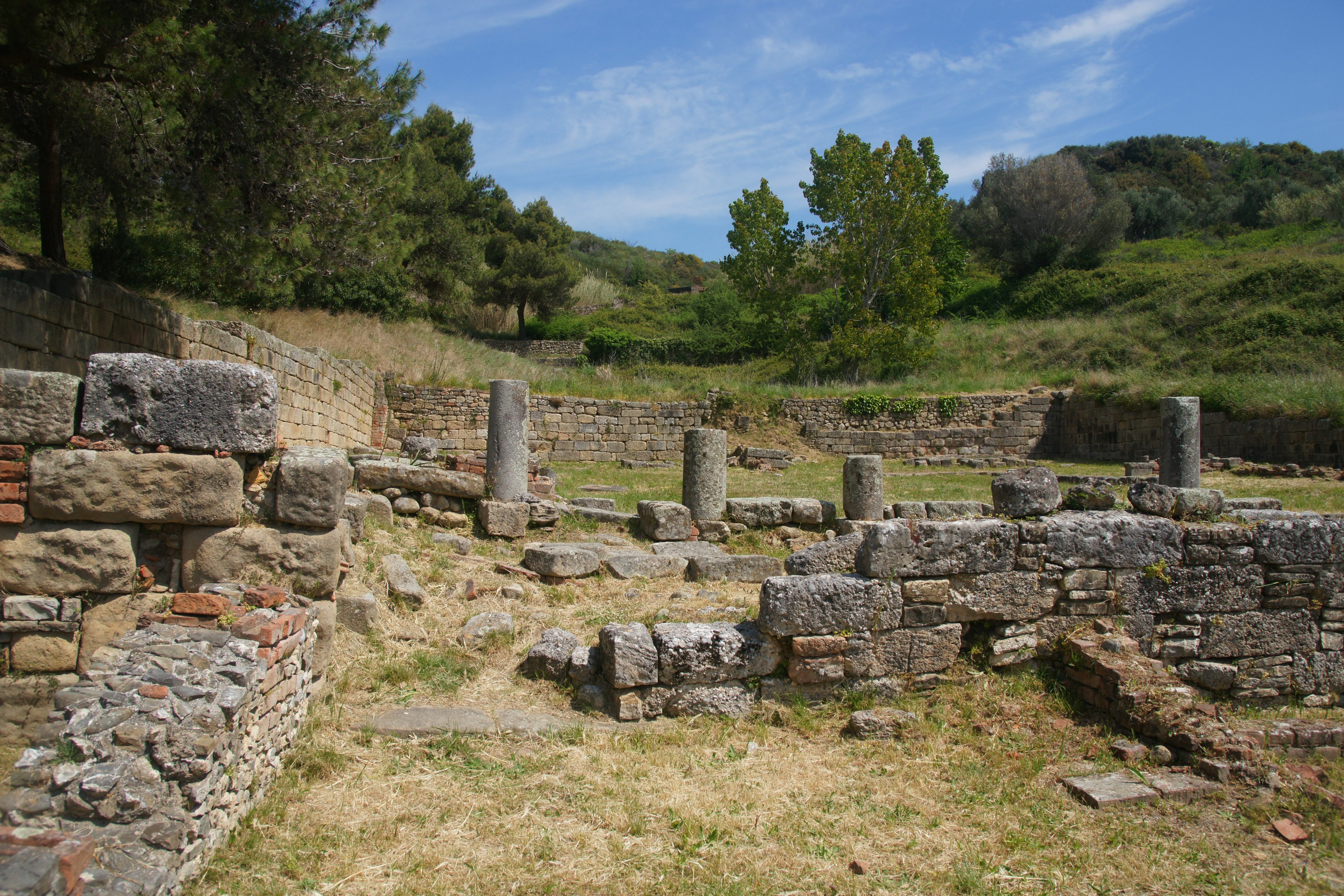
Asklepios-Heiligtum
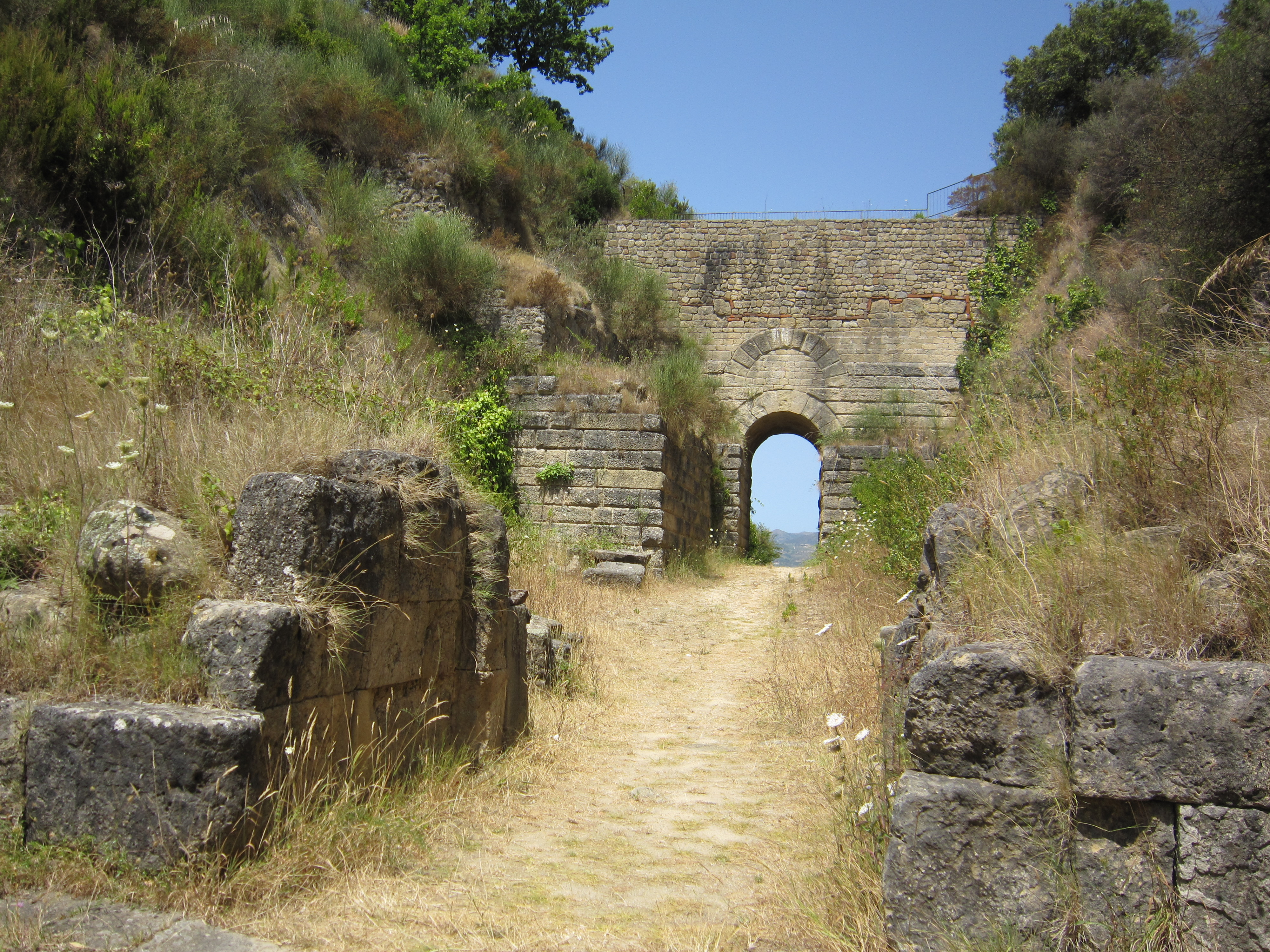
Porta Rosa
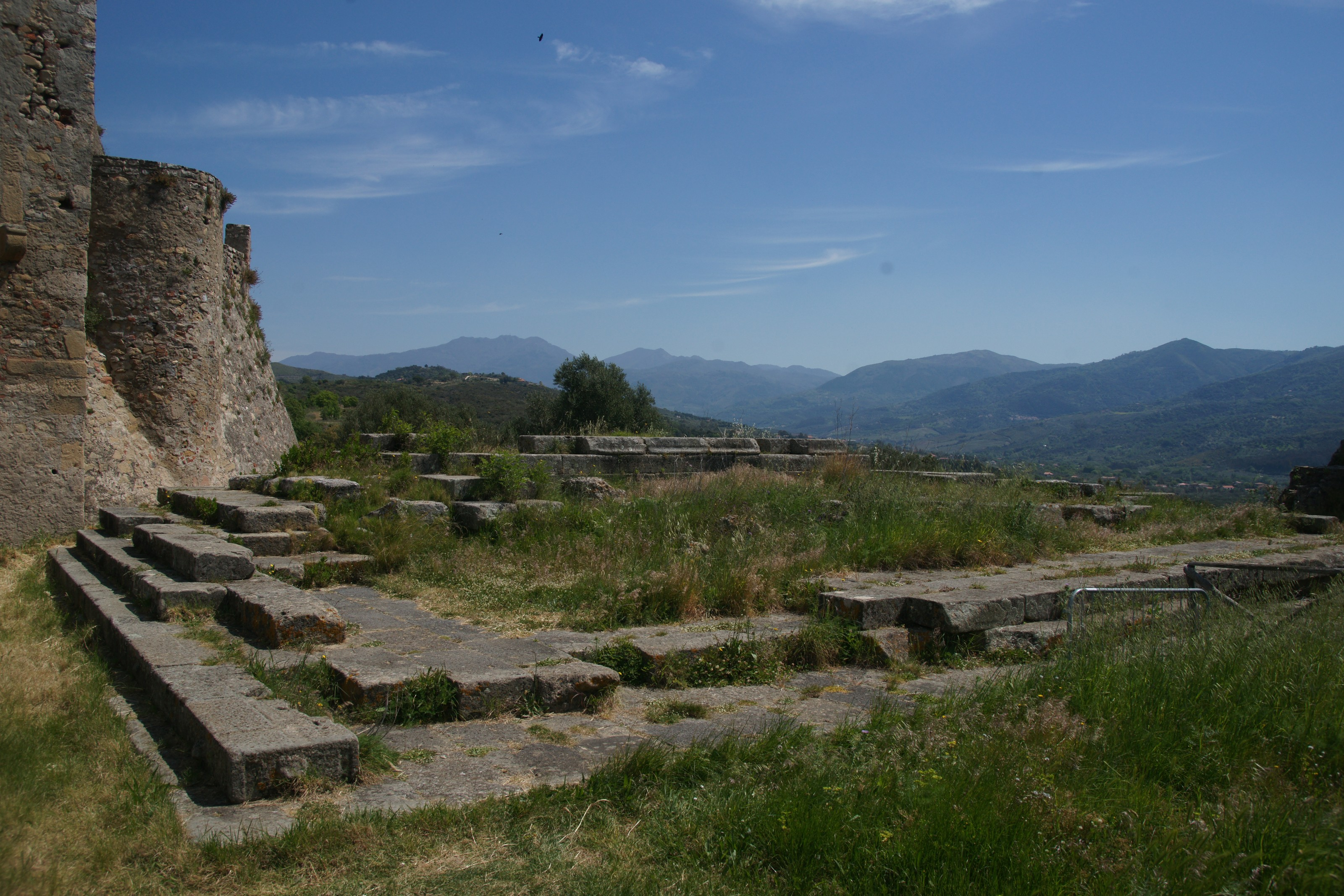
Akropolis-Tempel
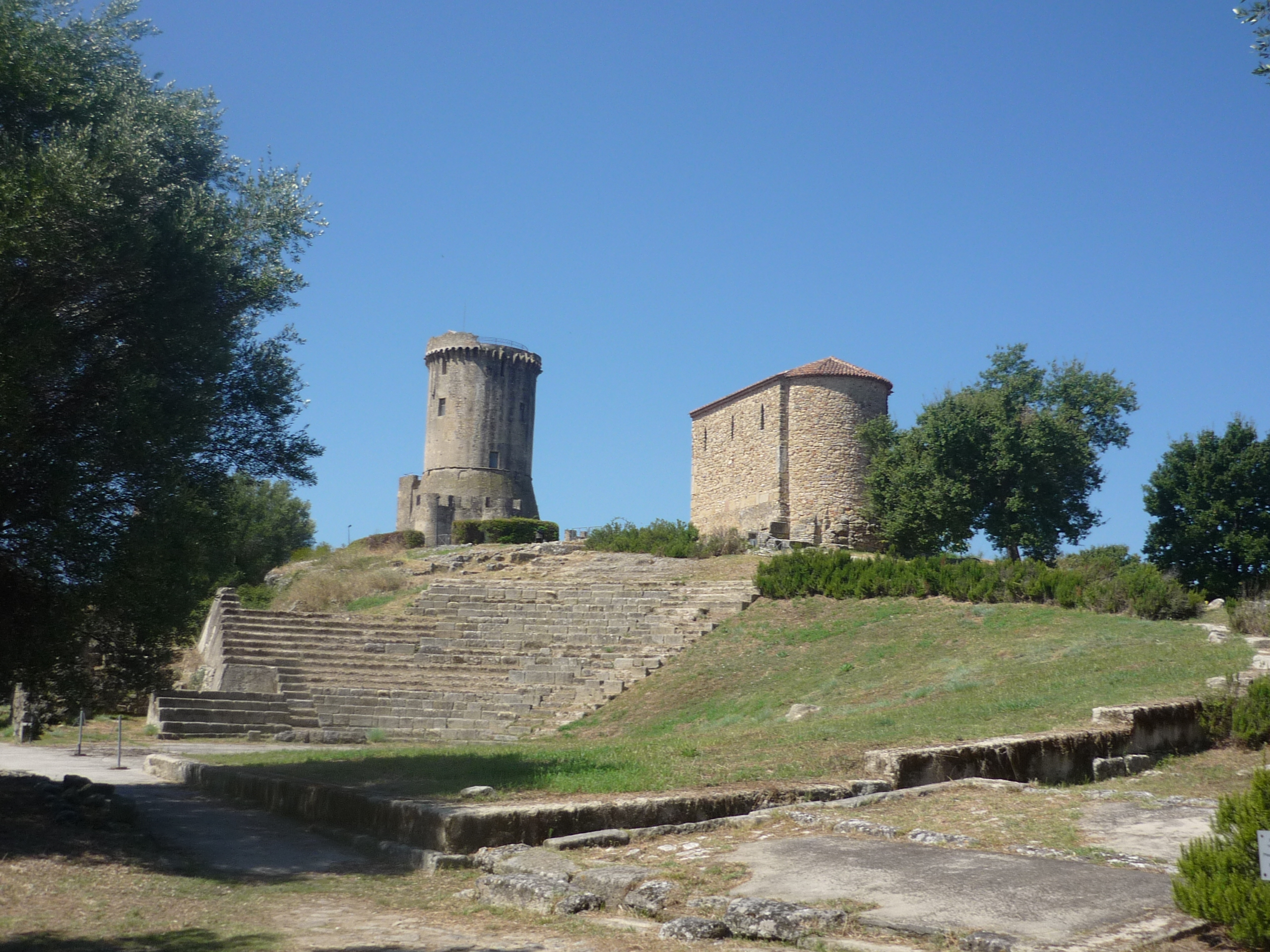
Theater, Normannenturm und Capella Palatina